# Лемикаве
Лемикаве (груз. ლემიქავე) — село в Грузії.
За даними перепису населення 2014 року в селі проживає 424 особи.